# Bradypus pygmaeus
El perezoso pigmeo, perezoso enano o perezoso pigmeo de tres dedos (Bradypus pygmaeus) es una Especie de mamífero placentario de la familia Bradypodidae, y una de las cuatro especies actuales del género Bradypus. La especie es endémica de la Isla Escudo de Veraguas, y está en peligro de extinción.
Estos perezosos pigmeos miden un 20% menos y pesan un 40% menos que otros perezosos de tres dedos. Son un ejemplo viviente del fenómeno conocido como enanismo insular.